# Call of Duty: Black Ops 4
A Call of Duty: Black Ops 4 egy 2018-as belső nézetes lövöldözős játék, amelyet a Treyarch fejlesztett és az Activision adott ki. Ez a Call of Duty sorozat tizenötödik része, valamint a Black Ops sorozat ötödik epizódja, a 2015-ös Call of Duty: Black Ops III folytatása. A játék 2018. október 12-én jelent meg PlayStation 4, Windows és Xbox One platformokra.

## Játékmenet
A Black Ops 4 egy belső nézetes lövöldözős játék. A Call of Duty sorozat korábbi részeivel ellentétben a Black Ops 4 az első olyan epizód, amely nem tartalmaz hagyományos egyjátékos kampányt. Ehelyett csak többjátékos módot, Zombies módot, valamint egy új battle royale játékmódot (Blackout) kínál. A Black Ops 4 többjátékos módja visszahozza a Specialist rendszert – ezek olyan egyedi katonai karakterek, akik különleges képességekkel és tulajdonságokkal rendelkeznek. A játék megjelenésekor összesen tíz Specialist állt rendelkezésre: közülük hat (Ruin, Prophet, Battery, Seraph, Nomad, Firebreak) már szerepelt a Black Ops III-ban, míg a másik négy (Recon, Ajax, Torque, Crash) új karakterként debütált. A Black Ops III-mal ellentétben ebben a részben csak két egyedi Specialist lehet egy csapatban, hogy jobban érvényesüljön minden karakter szerepe. A megjelenés után további Specialistekkel bővült a kínálat – például Zero, Outrider, Spectre és Reaper –, akik szintén egyedi fegyverekkel és felszerelésekkel rendelkeznek. A többjátékos módot jelentősen átdolgozták, hogy a játékmenet taktikusabbá és csapatközpontúbbá váljon. Az automatikus életerő-regenerációt eltávolították, helyette kézi gyógyítást vezettek be, és minden játékos életerőcsíkkal rendelkezik. A fegyverek most előre meghatározott visszarúgási mintázattal működnek, valamint egy kevert ballisztikai rendszert alkalmaznak, amely a hitscan (azonnali találat) és lövedék-alapú sebzés kombinációját használja, szemben a korábbi csak hitscan megoldással. A Zombies mód visszatér a Black Ops 4-ben, mint a játék kooperatív többjátékos játékmódja. A Black Ops 4 tartalmaz egy battle royale játékmódot is, amely a kampánymód helyettesítésére szolgál, és a Blackout nevet viseli. Bár megtartja a hagyományos Black Ops harcrendszert, ez a mód a Call of Duty-sorozat eddigi legnagyobb térképét vonultatja fel. A játékosok egymás ellen versenyeznek, miközben a korábbi Black Ops-játékok ikonikus helyszínein csapnak össze.

## Fejlesztés
A Kotaku szerkesztője, Jason Schreier szerint a Treyarch eredetileg tervezett egy kampánymódot a Black Ops 4-hez, amely a „Career” címet viselte volna, és a Call of Duty: Black Ops III (2015) történetének folytatásaként szolgált volna. A sztori a 2070-es években, egy posztapokaliptikus világban játszódott volna, ahol négy játékos együtt haladhatott volna előre a történetben, kétfős csapatokra osztva (egyjátékos módban AI társak segítették volna a játékost). Azonban 2018 elején a fejlesztők úgy döntöttek, hogy megszüntetik a kampánymódot – elsősorban technikai problémák, szoros határidők, valamint a játéktesztelők negatív visszajelzései miatt. Emellett a kiadó, az Activision is úgy határozott, hogy a játékot már októberben meg kell jelentetni, ezért a fejlesztőcsapat kénytelen volt a hagyományos kampány helyett egy új játékmódot létrehozni – így született meg a Blackout battle royale mód.

## Fogadtatás
| Összegzőoldal | Értékelés |
| ------------- | --------- |
| Metacritic    | 83/100    |

| Szerző        | Értékelés |
| ------------- | --------- |
| EGM           | 8,5/10    |
| Game Informer | 9,5/10    |
| GameSpot      | 8/10      |
| IGN           | 8,5/10    |

A Call of Duty: Black Ops 4 a Metacritic értékelésgyűjtő oldal szerint „általánosságban kedvező” értékeléseket kapott a kritikusoktól minden platformon.
Az IGN azt írta, hogy: „A Black Ops 4-nek vannak néhány hibás vagy kezdetleges része, de mind a három játékmódja élvezetes lövöldözős élményt nyújt, amely egyedi és személyre szabott érzést kelt.” Külön értékelést adtak minden játékmódnak, a Blackout kapta a legmagasabb pontszámot 9/10, a Zombies 8,5/10, a Multiplayer pedig 7,8/10. Az egész játék összesített pontszáma 8,5/10 lett.
A Game Informer a játékot 9,5/10-es értékeléssel illette, és így írt róla: „A Call of Duty: Black Ops 4 olyan áldozatot hoz, amely bizonyára sokak számára visszatetsző lehet – ez pedig a kampánymód hiánya. Ám a hagyományok feladása átfogó és jelentős előnyökkel jár. A Blackout a jelenleg elérhető legjobb battle royale élmény, a Zombies mód őrülten testreszabható kooperatív játékot kínál, míg a többjátékos mód a klasszikus alapokhoz hűen nyújt stabil élményt azoknak, akik a jól megszokott játékmenetre vágynak.”

## Díjak, elismerések
| Év   | Díj                       | Kategória                                      | Eredmények |
| ---- | ------------------------- | ---------------------------------------------- | ---------- |
| 2018 | The Game Awards           | Legjobb audióvizuális élmény                   | Jelölve    |
| 2018 | The Game Awards           | Legjobb akció játék                            | Jelölve    |
| 2018 | The Game Awards           | Legjobb multiplayer                            | Jelölve    |
| 2018 | Game Critics Awards       | Legjobb akció játék                            | Jelölve    |
| 2018 | Game Critics Awards       | Legjobb online multiplayer                     | Jelölve    |
| 2018 | Gamescom 2018             | Legjobb közösségi/online játék                 | Elnyerte   |
| 2018 | Golden Joystick Awards    | Az év játéka                                   | Jelölve    |
| 2018 | Gamers' Choice Awards     | Rajongói kedvenc lövöldözős játék              | Elnyerte   |
| 2018 | Gamers' Choice Awards     | Rajongói kedvenc év játéka                     | Jelölve    |
| 2018 | Gamers' Choice Awards     | Rajongói kedvenc multiplayer                   | Jelölve    |
| 2018 | Gamers' Choice Awards     | Rajongói kedvenc battle royale                 | Jelölve    |
| 2018 | Titanium Awards           | Legjobb akció játék                            | Jelölve    |
| 2018 | Australian Games Awards   | Az év lövöldözős játéka                        | Elnyerte   |
| 2018 | Australian Games Awards   | Az év játéka                                   | Jelölve    |
| 2018 | Australian Games Awards   | Az év multiplayere                             | Jelölve    |
| 2019 | D.I.C.E. Awards           | Az év játéka                                   | Jelölve    |
| 2019 | NAVGTR Awards             | Legjobb eSport játék                           | Jelölve    |
| 2019 | G.A.N.G. Awards           | Legjobb eredeti zene ("Right Where We Belong") | Jelölve    |
| 2019 | Italian Video Game Awards | Közönségdíj                                    | Jelölve    |
| 2019 | Golden Joystick Awards    | Az év eSport játéka                            | Jelölve    |

## Fordítás
Ez a szócikk részben vagy egészben  a   Call of Duty: Black Ops 4 című angol Wikipédia-szócikk ezen változatának fordításán alapul.  Az eredeti cikk szerkesztőit annak laptörténete sorolja fel. Ez a jelzés csupán a megfogalmazás eredetét és a szerzői jogokat jelzi, nem szolgál a cikkben szereplő információk forrásmegjelöléseként.